# Lucius Flavius (Volkstribun)
Lucius Flavius war ein im 1. Jahrhundert v. Chr. lebender Politiker der Spätzeit der Römischen Republik. Er amtierte 60 v. Chr. als Volkstribun und beantragte erfolglos ein Ackergesetz zugunsten der Veteranen des Gnaeus Pompeius Magnus. 58 v. Chr. versah er das Amt eines Prätors.

## Leben
Lucius Flavius entstammte der Plebejerfamilie der Flavier. Über seinen frühen cursus honorum ist nichts bekannt. Er war ein Anhänger des mächtigen römischen Feldherrn Pompeius und beantragte Anfang 60 v. Chr. als Volkstribun ein dessen Veteranen sehr begünstigendes Ackergesetz. Der Gesetzesentwurf hatte zum Ziel, dass das seit 133 v. Chr. verkaufte öffentliche Land gegen Bezahlung wieder eingezogen würde. Dieses Land sollte gemeinsam mit vom Diktator Sulla beschlagnahmtem, aber nicht aufgeteiltem Gebiet der Städte Arretium und Volterra an die Veteranen fallen. Jedoch sollten auch ärmere Römer Teile dieses Landes erhalten. Zur finanziellen Deckung des Vorhabens sah der Antrag des Flavius die Verwendung des fünfjährigen Ertrags frisch hinzugekommener asiatischer Besitzungen vor.
Der Senat war in der großen Mehrheit gegen Flavius’ Antrag, da er in der notwendigen Ackerkommission eine neue Sonderstellung des Pompeius befürchtete. Der Redner Marcus Tullius Cicero hielt zwar ebenfalls wenig von dem Gesetzesvorhaben, bemühte sich aber, es durch Änderung der die Großgrundbesitzer bedrohenden Verfügungen durchzubringen. Wegen des entschiedenen Widerstands des Konsuls Quintus Caecilius Metellus Celer blieb der Antrag indessen erfolglos. Der Volkstribun ließ daraufhin Metellus einkerkern. Der Konsul wollte nun den gesamten Senat in seiner Gefängniszelle versammeln. Flavius verhinderte dies, indem er seinen Tribunensessel direkt vor der Zellentür positionierte, sich daraufsetzte und jedem den Zutritt versperrte. Metellus erteilte die Weisung, die Mauer zu seiner Zelle einreißen zu lassen, damit der Senat durch die hierdurch entstandene Lücke zu ihm gelangen konnte. Pompeius fürchtete, dass das Volk an diesen Vorgängen Anstoß nehmen würde und veranlasste Flavius zur Freilassung des Konsuls.
Kurz danach schloss Pompeius mit Caesar und Marcus Licinius Crassus das Erste Triumvirat. Durch das Wohlwollen von Pompeius und Caesar wurde Flavius 59 v. Chr. zum Prätor für das folgende Jahr designiert. Als Günstling der Machthaber empfahl ihn Cicero dringend seinem Bruder Quintus Tullius Cicero, der als Statthalter der Provinz Asia dem Flavius in einer Erbschaftssache Steine in den Weg gelegt hatte. 58 v. Chr. trat Flavius sein Amt als Prätor an. Zwei Jahre zuvor hatte Pompeius ihm den armenischen Prinzen Tigranes zur Bewachung übergeben. Als nun der Volkstribun Publius Clodius Pulcher Tigranes entführte und Flavius gewaltsam am Einfangen des Entflohenen hinderte, löste dieser Vorfall einen schweren Konflikt zwischen Flavius und Clodius aus.
Cicero betont, dass Flavius auch ein Freund Caesars war. Daher könnte Flavius mit jenem gleichnamigen Mann identisch sein, den Caesar 49 v. Chr. beim Beginn des Bürgerkriegs gegen Pompeius als Statthalter Siziliens und Kommandant einer Legion vorsah. Das weitere Schicksal des Flavius ist unbekannt.